# Jajkowice
Jajkowice [pronunciación en polaco: /jai̯kɔˈvit͡sɛ/] es un pueblo ubicado en el distrito administrativo de Gmina Sadkowice, dentro del condado de Rawa, Voivodato de Łódź, en el centro de Polonia. Se encuentra a unos 8 kilómetros al este de Sadkowice, a 27 kilómetros al este de Rawa Mazowiecka, y a 80 kilómetros al este de la capital regional Łódź.